# Liste der Kulturdenkmäler in Berzhahn
In der Liste der Kulturdenkmäler in Berzhahn sind alle Kulturdenkmäler der rheinland-pfälzischen Ortsgemeinde Berzhahn aufgeführt. Grundlage ist die Denkmalliste des Landes Rheinland-Pfalz (Stand: 21. Dezember 2021).

## Einzeldenkmäler
| Bezeichnung    | Lage                                | Baujahr         | Beschreibung                                                                 | Bild            |
| -------------- | ----------------------------------- | --------------- | ---------------------------------------------------------------------------- | --------------- |
| Scheune        | Bahnhofstraße Lage                  | 18. Jahrhundert | Fachwerkscheune, teilweise massiv, 18. Jahrhundert                           | Fotos hochladen |
| Wohnhaus       | Hauptstraße 2 Lage                  | 18. Jahrhundert | Fachwerkhaus, teilweise massiv, 18. Jahrhundert                              | Fotos hochladen |
| Kriegerdenkmal | Lindenstraße, auf dem Friedhof Lage | 20. Jahrhundert | Kriegerdenkmal des Ersten und Zweiten Weltkriegs                             | Fotos hochladen |
| Schulhaus      | Waldstraße 11 Lage                  | 20. Jahrhundert | ehemalige Schule, Backsteinmauerwerk, teilweise Putzflächen, 20. Jahrhundert | Fotos hochladen |